# JK Tallinna Sadam
Maillots
Le JK Tallinna Sadam est un ancien club de football estonien de la ville de Tallinn. Le club a remporté deux Coupes d'Estonie, une Supercoupe d'Estonie et a été deux fois vice-champion d'Estonie. Avant la saison 1999, le club fusionne avec le Levadia Maardu pour former le FC Levadia Tallinn.

## Bilan sportif

### Palmarès
- Championnat d'Estonie :
  - Vice-champion (2) : 1997-1998, 1998

- Coupe d'Estonie :
  - Vainqueur (2) : 1995-96, 1996-97

- Supercoupe d'Estonie : 
  - Vainqueur (1) : 1996-97
  - Finaliste (2) : 1997-98, 1998

### Bilan par saison en championnat
| Saison | Division | Classement | Différence de buts | Points |
| ------ | -------- | ---------- | ------------------ | ------ |
| 1992   | III      | 2          | + 1                | 4      |
| 92/93  | II       | 2          | +38                | 26     |
| 93/94  | I        | 5          | +12                | 25     |
| 94/95  | I        | 4          | +18                | 25     |
| 95/96  | I        | 4          | + 7                | 21     |
| 96/97  | I        | 6          | - 2                | 16     |
| 97/98  | I        | 2          | +27                | 31     |
| 1998   | I        | 2          | +38                | 34     |

### Bilan européen
Note : dans les résultats ci-dessous, le score du club est toujours donné en premier.
| Saison    | Compétition      | Tour              | Club               | Domicile | Extérieur | Total  |
| --------- | ---------------- | ----------------- | ------------------ | -------- | --------- | ------ |
| 1996-1997 | Coupe des coupes | Tour préliminaire | Nyva Vinnitsa      | 2 - 1    | 0 - 1     | 2 - 2E |
| 1997-1998 | Coupe des coupes | Tour préliminaire | Belchina Babrouïsk | 1 - 1    | 1 - 4     | 2 - 5  |
| 1998-1999 | Coupe UEFA       | Premier tour Q    | Polonia Varsovie   | 0 - 2    | 1 - 3     | 1 - 5  |

Légende
- Victoire ou qualification pour le tour suivant
- Match nul
- Défaite ou élimination de la compétition